# Rocket Lab
Rocket Lab — американська приватна космічна компанія, що має дочірній підрозділ в Новій Зеландії. Основна мета компанії полягає в розробці легких, комерційно ефективних ракет-носіїв для доставляння на орбіту невеликих вантажів, таких як супутники формату CubeSat.
Випробування ракети-носія Electron почалися у травні 2017 року, розпочати комерційні запуски планувалося 2018 року.
В січні 2018 року відбувся перший успішний запуск ракети, яка була виготовлена на основі технологій 3D-друку.

## Історія
Компанія була заснована у 2006 році новозеландцем Пітером Беком, який також обійняв посаду генерального директора компанії й головного технічного директора.
У грудні 2010 року компанія отримала контракт від американського уряду на розробку засобів доставляння наносупутників в рамках програми оперативного розгортання космічних систем тактичного призначення.

## Проєкти

### Ātea-1
Перший запуск суборбітальної метеорологічної ракети «Ātea-1» (мовою маорі — «космос») відбувся наприкінці 2009 року. Ракета заввишки 6 м і масою 60 кг була сконструйована для підйому 2 кг корисного вантажу на висоту до 120 км.
Ракета була успішно запущена 30 листопада 2009 року з одного з островів Меркьюрі, другий запуск «Ātea-1» — не відбувся.

### Electron
Electron — двоступенева ракета-носій, яка використовує розроблені компанією ракетний двигун Резерфорд як на нижньому, так і на верхньому ступенях. Ракета здатна доставити до 250 кг корисного вантажу на сонячно-синхронну орбіту заввишки 500 км. Очікувана вартість запуску становить менше ніж $6,6 млн.
21 січня 2018 року з майданчика Launch Complex 1, розташованого на узбережжі Північного острова Нової Зеландії на орбіту було виведено приватні наносупутники Dove Pioneer (для компанії Planet), два Lemur-2 (в інтересах Spire Global) та супутник Humanity Star.
2019 року компанія Rocket Lab оголосила про розробку універсальної платформи для створення супутників. Вони будуть виконані на базі розгінного блоку ракети «Electron».
8 лютого 2025 року, о 03:43 p.m. (EST), згідно повідомлення Space.com, з космодрому в Новій Зеландії Rocket Lab здійснила запуск ракети-носія Electron з п’ятьма супутниками на борту. Цей запуск став четвертим з п’яти, які компанія Rocket Lab виконала для створення сузір’я з 25 наносупутників на низькій навколоземній орбіті для французької компанії Kinéis.

### Neutron
1 березня 2021 року, Пітер Бек анонсував створення нової ракети космічного призначення Neutron — частково багаторазової ракети середнього класу для конкуренції з SpaceX і її Falcon 9.

### Photon
Згідно з представленим у серпні 2022 року описом проєкту, Rocket Lab планувала запустити 38-см зонд на власній супутниковій платформі «Photon» і своїй ракеті на Венеру. Зонд масою близько 20 кг мав за п’ять місяців дістатися Венери й увійти до її атмосфери. Потім у процесі вільного падіння на її поверхню він мав збирати дані про хімічний склад атмосфери й передавати їх на Землю.
Компанія оприлюднила плани побувати на Венері ще у 2020 році, коли весь світ облетіла новина, що у висотних шарах атмосфери Венери було виявлено фосфін. На Землі фосфін виявляється у болотах та інших подібних місцях, як результат життєдіяльності низки бактерій. На поверхні Венери помірні тиск і температура, тому шукати там біологічне життя не варто. Однак на висоті від 40 км і вище, тиск і температура цілком комфортні для цілого ряду земних мікроорганізмів, життя там теоретично може існувати, переконані вчені. Пізніше виявлення фосфіну на Венері спростували інші дослідники, включаючи фахівців NASA. Ймовірно, спонсори місії Rocket Lab на Венеру розчарувалися в проєкті, вартість якого оцінюється в $10 млн.
На щорічних зборах Королівського астрономічного товариства в Кардіффі, що відбулися влітку 2023 року, астроном Джейн Грівз з Кардіффського університету в Уельсі повідомила, що її група знову виявила фосфін в атмосфері Венери. Раніше вона повідомляла про таке саме відкриття у 2020 році, але тоді воно викликало шквал критики та не було підтверджено сторонніми спостереженнями. Вчена стверджує, що шукати цю хімічну сполуку необхідно глибше в атмосфері Венери, і вона її там знайшла. Як повідомляється, група Грівз скористалася телескопом Джеймса Кларка Максвелла (JCMT) в обсерваторії Мауна-Кеа на Гаваях для пошуку фосфіну у хмарах Венери. І вони його там знайшли, що теоретично є можливим. На поверхні Венери, де температура досягає таких рівнів при яких плавиться свинець, навряд чи існуватиме біологічне життя. Але на висоті від 50 км і вище, в атмосфері Венери, як переконані вчені, цілком земні умови й за тиском, і за температурою.
Нині керівництво Rocket Lab уникає розмов про причини перенесення місії, що фінансується приватними інвесторами та яку обіцяли запустити у травні 2023 року, втім — цього не сталося. Компанія Rocket Lab відклала відправку першого в історії зонда до Венери, як мінімум, до 2025 року. Наразі представники Rocket Lab наступною датою місії назвали січень 2025 року, але гарантій цьому також немає.